# Dinocheirus diabolicus
Dinocheirus diabolicus är en spindeldjursart som beskrevs av Beier 1964. Dinocheirus diabolicus ingår i släktet Dinocheirus och familjen blindklokrypare. Inga underarter finns listade i Catalogue of Life.